# 勤労
勤労（きんろう）とは、日本でかつての国家総力戦体制下にてもてはやされた労働に代わる言葉である。

## 概要
「勤労」という言葉は『太祖実録』『世宗実録』などの朝鮮王朝の実録でも使われていた言葉である。
戦前・戦中
日本では当初「労働」との言葉を用いていたが、しだいに何か多少具合が悪いような感じを持たれ、お役所では代わりに「労務」という言葉を使うようになった。戦中になると「勤労」という言葉がもてはやされるようになる。この言葉は天皇に奉仕する特別の意味があると戦後直後の憲法改正時に革新派である日本社会党の森戸辰男が証言している。
法学者の江橋崇によると、国家総力戦体制下の言葉で、大正時代までの私的な動機の「労働」は非難や処罰され、聖戦完遂や国家総動員の精神で国家の崇高な目的に奉仕する「勤労奉仕」や「勤労動員」となった。。
榎一江は、戦時体制下において西洋から輸入概念である「労働」という言葉は一般にも避けられるようになり、国家への奉仕といった意味が付与される「勤労」一色になった。
戦後
江橋は、戦後この言葉は日本国憲法第27条の「勤労の権利」「勤労の義務」として生き残ったとし、榎は、敗戦後の労働運動の興隆とともに「労働」の使用が復活し、「肉体労働」のみならず「精神労働」をも含む広い用法が定着したとする。
古くからの朝鮮地域の言葉であるが、当地域の国家、大韓民国（韓国）では日帝残滓（にっていざんし）を排除する意図から、「労働」に読み替える動きがある。2017年8月20日に当時の与党「共に民主党」の朴光温が、韓国国内のすべての法律で「勤労」の代わりに「労働」という言葉を使用するよう定める法案を代表発議したと明らかにした。『「勤労」は勤労挺身隊に由来する言葉であり、日帝時代の遺物』『国際労働機関（ILO）や世界の立法例でも「勤労者」という用語は使っておらず、漢字文化圏である中国（中華人民共和国）・台湾（中華民国）・日本の労働法でも使われていない』『「労働」は対等の位置での能動的な行為を指すが、「勤労」は忠実で勤勉という意味が強調されており、受動的で雇い主に従属するという概念がある』と理由を説明した。自治体も同様の動きがあり、ソウル市は2019年3月、「勤労」を「労働」に変える条例一括改正案を公布、慶尚南道議会は2019年12月13日に「慶尚南道条例用語一括整備のため条例案」を議決、京畿、光州、全北、釜山などでもこうした政策が進められている。